# Камеяма (Міє)

Камея́ма (яп. 亀山市, かめやまし, МФА: [kamejama ɕi̥]?) — місто в Японії, в префектурі Міє. Розташоване в північній частині префектури.   Виникло на основі призамкового містечка самурайського роду Ісікава й постоялого містечка на Східноморському шляху. Отримало статус міста 1954 року. Площа становить 190,91 км². Станом на 1 серпня 2011 року населення складало 50 477  осіб, густота населення — 264 осіб/км².  Основою економіки є сільське господарство, виробництво чаю, текстильна промисловість, комерція, туризм. Традиційні ремесла — виробництво японських свічок. В місті розташовані замок Камеяма, гірські парки, синтоїстське святилище Нобоно. 

## Міста-побратими
- Ґосе, Японія (1998)
- Хабікіно, Японія (1998)